# باوسانياس المقدوني
باوسانياس المقدوني (باليونانية القديمة:Παυσανίας ὁ Μακεδών) هو ابن الملك أيروبوس الثاني المقدوني خلف أباه على عرش مقدونيا ودام حكمه سنة واحدة فقط (393 قبل الميلاد) بينما ذكر المؤرخ أويسيبيوس القيصري بأن حكمه دام 6 سنوات وذلك بسبب الخلط بين فترة حكمه وفترة حكم أمينتاس الثاني المقدوني، والذي قام باغتيال باوسانياس ليخلفه في حكم مقدونيا.